# Andrew Chambliss
Andrew Chambliss (Estados Unidos, 25 de agosto de 1981) es un escritor y productor de televisión estadounidense. Es más conocido por trabajar en series como Dollhouse, The Vampire Diaries, y fue productor ejecutivo en Once Upon a Time. Actualmente es el productor ejecutivo de la serie de AMC titulada Fear The Walking Dead junto a Ian Goldberg.

## Carrera
En 2009, se unió al equipo de producción de la serie de ciencia ficción filosófica de Joss Whedon, Dollhouse. Su primer guion fue el noveno episodio de la primera temporada, «A Spy in the House of Love». Continuó trabajando en el programa como escritor y editor de historias a través de la segunda temporada del programa, para la cual escribió cuatro episodios, incluido el final de la serie. Después de la cancelación de Dollhouse, escribió un episodio de la épica histórica de canal de televisión Starz titulada Spartacus: Blood and Sand antes de unirse al equipo de The Vampire Diaries en The CW.
Chambliss es el escritor principal de la novena temporada de Buffy the Vampire Slayer. Dijo en una entrevista con Hero Complex, «Buffy es una gran parte de lo que me hizo querer convertirme en escritor, especialmente en televisión».